# Neo minore
Neo minore var en musikgrupp från Malmö som spelade musik från Grekland.
Neo minore bestod av medlemmarna Lars Bomgren (gitarr, bas, piano), Sten Källman (flöjt, sax, sång), Dan Gisen Malmquist (klarinett, bas), Christos Mitrencis (bouzouki), dragspel, munspel), Ale Möller (dragspel, bouzouki) och Sakis Pelosloglou (sång). De utgav 1981 albumet Grekisk musik på skivbolaget Amalthea (AM 22).